# Decuana
Decuana is een monotypisch geslacht van spinnen uit de  familie van de Oonopidae (dwergcelspinnen).

## Soort
- Decuana hispida Dumitrescu & Georgescu